# Tabanus murdochi
Tabanus murdochi är en tvåvingeart som beskrevs av Philip 1961. Tabanus murdochi ingår i släktet Tabanus och familjen bromsar. Inga underarter finns listade i Catalogue of Life.